# Noordelijke zeewolf
De noordelijke zeewolf of blauwe zeewolf (Anarhichas denticulatus) is een grote vis uit de familie zeewolven (Anarhichadidae).

## Beschrijving
De vis bereikt een maximale lengte van 140 cm maar is meestal tussen 70 en 120 cm lang. De kleur van de vis gaat van grijs tot chocoladebruin met een paarse schijn. De vis voedt zich met ribkwallen, kleine vissen en dikschalige ongewervelden.

## Leefgebied
De noordelijke zeewolf komt voor in de Noord-Atlantische Oceaan van Rusland en Noord-Noorwegen tot Nova Scotia. De soort komt niet voor in de Nederlandse wateren, maar wordt in De vissen van Nederland wel genoemd als A. latifrons. In Noord-Amerika heeft deze vis een heleboel Engelse en Inuit bijnamen.

## Relatie tot de mens
In het westelijke deel van de Atlantische Oceaan is de populatie drastisch afgenomen gedurende de jaren 1980. De populatie is met meer dan 90% afgenomen tussen de late jaren 1970 en de beginjaren 1990. Dit kwam niet omdat er door de beroepsvisserij gericht op deze vissoort werd gevist, maar door bevissing op andere soorten. Het vlees van deze soort is waterig en wordt daarom weinig gewaardeerd. Hoewel de noordelijke zeewolf niet voorkomt op de Rode Lijst van de IUCN, staat de vis wel als bedreigde soort op de lijst van Endangered Wildlife in Canada. Voor deze noordelijke zeewolf moet door de Canadese overheid een beschermingsplan gemaakt worden.